# مدول کشسان
مدول کشسان کمیتی است که میزان مقاومت ماده نسبت به تغییر شکل کشسان (برگشت‌پذیر) تحت تنش اعمالی را اندازه‌گیری می‌کند. مدول کشسان یک جسم توسط شیب منحنی تنش-کرنش همان جسم در ناحیه تغییر شکل برگشت‌پذیر تعریف می‌شود. مواد سخت‌تر مدول کشسان بیشتری خواهند داشت. رابطه مدول کشسان به شکل زیر است:
{\displaystyle \lambda \ {\stackrel {\text{def}}{=}}\ {\frac {\text{stress}}{\text{strain}}}}
در این رابطه تنش نسبت نیروی اعمالی برای تغییر شکل به مساحتی است که نیرو بر آن اعمال می‌شود و کرنش نسبت تغییر ابعاد به ابعاد اولیه است. از آنجایی که کرنش کمیتی بدون بعد است، اگر واحد تنش را پاسکال در نظر بگیریم، واحد مدول هم پاسکال خواهد شد.
با توجه به چگونگی اندازه‌گیری تنش و کرنش، از جمله جهت اندازه‌گیری، مدول‌های کشسان زیادی قابل تعریف هستند. ۳ نوعه اصلی آنها به شرح زیر می‌باشد:
1. مدول یانگ یا کشسانی کششی، تمایل جسم برای تغییر شکل در جهت تنش اعمالی را اندازه‌گیری می‌کند، مقدار این کمیت از تقسیم تنش کششی به کرنش کششی بدست می‌آید، گاهی مدول یانگ را مدول کشسان نیز می‌گویند.
2. مدول برشی یا مدول سختی تمایل جسم به برش (تغییر شکل در حجم ثابت) را مشخص می‌کند. مقدار آن از تقسیم تنش برشی بر روی کرنش برشی حساب می‌شود. مدول برشی جزوی از مشتقات ویسکوزیته ست.
3. ضریب کشسان حجمی تمایل جسم به تغییر شکل در تمامی جهات درصورت اعمال نیروی یکسان در تمامی جهات را بیان می‌کند. مقدار این کمیت نیز مانند قبل از تقسیم تنش حجمی بر کرنش حجمی بدست می‌آید و می‌توان گفت این کمیت به عبارتی عکس تراکم پذیری است

از دیگر ضریب‌های کشسان می‌توان به نسبت پواسون، پارامتر اول لامه، و مدول پی-ویو اشاره کرد.
خواص کشسان مواد جامد همگن و همسانگرد به‌طور کامل توسط ۲ مدول از مدول‌های معرفی شده بدست می‌آید. با داشتن فقط یک جفت از ضریب‌های کشسان بالا، ضریب‌های دیگر به راحتی قابل محاسبه می‌باشند.
مایعات با گران‌روی بسیار کم نمی‌توانند تنش برشی را تجربه کنند. پس تنش برشی برای آنها صفر است و به تبع آن مدول یانگ در این گروه از مواد نیز همواره صفر می‌باشد.